# Ђорђе Исаковић
Ђорђе С Исаковић (Ниш, 24. фебруар 1885 — Београд, 17. новембар 1931) био је пешадијски бригадни генерал Југословенске војске. Учесник балканских ратова и Првог светског рата, професор на Нижој школи Војне академије, начелник Ђенералштаба Босанске дивизијске области.

## Живот и дело
Ђорђе С Исаковић рођен је у Нишу, 1885. године две године раније од рођеног брата такође генерала Југословенске војске, Душана С. Исаковића (1887 — 1950).
Војне школе завршио је као питомац 34. класе Ниже школе Војне академије и 19. класе Више школе Војне академије.
У ратовима које је Краљевина Србија водила од 1912. до 1913. године био је на дужности командира Дунавског коњичког дивизиона;
У Великом рату који је Краљевина Србија водила од 1914. до 1918. био је у штабу Врховне команде.
После Великог рата од 1918. обављао је следеће дужности: официра у оперативном одељењу Главног ђенералштаба; вршилаца дужности начелника Ђенералштаба Вардарске дивизијске области; професора Тактике на Нижој школи Војне академије; начелника Ђенералштаба Босанске дивизијске области (од октобра 1921); начелника штаба Брегалничке дивизијске области.
У периоду од 1928. до 1930. Ђорђе С Исаковић био је на дужности редовног професора из предмета Историја ратова на Нижој школи Војне академије.
У чин генерала војске Краљевине Југославије унапређен је 1930. године.
Као професор Војне академије у Београду Ђорђе С. Исаковић је написао уџбеник Историја ратова и ратне вештине, који је објавио у Београду 1928. године.
Умро је 17. новембра 1931. године у Београду.